# دانيال لانغ (مبارز بالسيف)
دانيال لانغ هو مبارز بالسيف سويسري، ولد في 11 أغسطس 1971.

## وصلات خارجية
- دانيال لانغ على موقع الاتحاد الدولي للمبارزة (الإنجليزية)
- دانيال لانغ على موقع أوليمبيديا (الإنجليزية)